# Hoher Prijakt
Hoher Prijakt („Wysoki Prijakt”, 3 064 m.n.p.m.) i Niederer Prijakt („Niski Prijakt”, 3 056 m.n.p.m.) to wybitny podwójny szczyt, który widziany z zachodu i północy tworzy jedną z najbardziej atrakcyjnie ukształtowanych gór Grupy Schober w Tyrolu w zachodniej Austrii. Krzyż szczytowy został umieszczony na niższym Niederer Prijakt, który jest łatwiejszy do zobaczenia z doliny.
Najłatwiejsza trasa na Hoher Prijakt zajmuje około trzech godzin od Hochschober Hütte, kierując się w stronę wcięcia Mirnitzscharte, później skręcając na północ i kierując się obok jeziora Barrenlesee, aż do zachodniego wcięcia Barreneckscharte, a na koniec kierując się wzdłuż niewymagającej wschodniej arterii na szczyt. Trasa jest oznakowana i latem wolna od śniegu i lodu, ale wymaga pewności siebie.